# Rosa Bacigalupo Carrea
Rosa Bacigalupo Carrea (Gênova, dezembro de 1794 – 1854) foi uma pintora italiana.

## Biografia
Rosa Bacigalupo (ou Bacigalupi) Carrea, que viveu no século XIX, foi uma pintora da geração neoclássica já sensível às influências românticas. Nascida em Gênova, por volta de 1794, ela foi influenciada por seu pai, Giuseppe Bacigalupo, pintor que foi afirmado no ambiente aristocrático e na classe média alta genovesa. A jovem foi a primeira aluna, depois colaboradora na conclusão das obras de seu pai quando foi atingida pela cegueira progressiva, e também foi sua biógrafa, escrevendo o ensaio sobre a vida e as obras do pintor paisagista Giuseppe Bacigalupo, publicado em 1827.

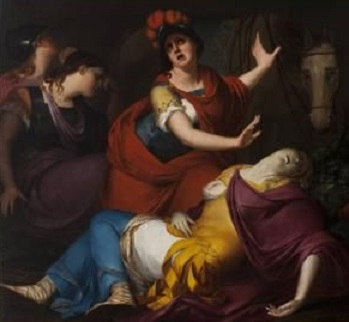
Le Amazzoni piangono la morte di Pentesilea, óleo sobre tela, 120.50x130 cm, coleção particular.

Acadêmico de mérito da Ligustica desde 1817, para a apresentação da obra Amore e Psiche, preferiu temas e retratos mitológicos, dedicando-se também a numerosas obras de inspiração religiosa, de traçado tradicional, amplamente disperso, das quais vários testemunhos permanecem: Ecce Homo, Gênova, Catedral de San Lorenzo; Apresentação de Maria no Templo, Gênova Sampierdarena, Irmãs da Apresentação da Virgem Maria; Pietà, coroação de espinhos e afrescos, Genova Voltri, Igreja de Sant'Ambrogio. 
De particular importância foi o seu retrato: no museu da Accademia Ligustica, em Gênova, o retrato do escultor Bartolomeo Carrea, com quem ela se casou, e um auto- retrato são preservados. Os retratos do arquiteto Carlo Barabino, de Andrea De Marchi, de Maria Francesca De Marchi, de Luigia De Marchi estão localizados na Galeria de Arte Moderna de Genova Nervi. 
Outras obras desapareceram, incluindo os Retratos de Vittorio Emanuele I e o Abade Berio, localizados na Biblioteca Berio. Igualmente dispersas são as 14 pinturas pintadas para a rainha Maria Teresa de Sabóia e originalmente colocadas no Palazzo Tursi. O artista teve Francesco Gandolfi e Teresa Durazzo Doria como alunos.